# Erice Frappato
L’Erice Frappato è un vino DOC prodotto nell'area collinare circostante il territorio dell'agro ericino, i cui vigneti sono situati tra i 200 e i 650 metri d'altitudine, in parte dei comuni di Buseto Palizzolo, Erice, Valderice, Custonaci, Castellammare del Golfo, Trapani.
Tutti in provincia di Trapani.

## Vitigni con cui è consentito produrlo
- Frappato minimo 85%
- altri vitigni a bacca nera, idonei alla coltivazione della Regione Siciliana, fino ad un massimo del 15%.[1]

## Caratteristiche organolettiche
- colore: rosso rubino più o meno intenso;
- profumo: caratteristico, gradevole;
- sapore: asciutto, lievemente tannico, armonico;

## Produzione
Provincia, stagione, volume in ettolitri
- nessun dato disponibile